# Wet Mountains
Die Wet Mountains (deutsch: „Nasse Berge“) sind ein Gebirgszug in den südlichen Rocky Mountains. Ihren Namen tragen sie aufgrund der im Vergleich zu den trockeneren Great Plains hohen Schneemenge im Winter. Der größte Teil des Gebirges befindet sich im Custer County (Colorado), der Rest im Huerfano County und im Pueblo County. Im Osten liegen die Great Plains, im Westen das Wet Mountain Valley. Den höchsten Punkt bildet der 3765 Meter hohe Greenhorn Mountain.